# Museo de Artes Visuales de Tacuarembó
El Museo de Artes Visuales de Tacuerembó (MUART) se encuentra en la ciudad de Tacuarembó, Uruguay, en la intersección de las calles 18 de Julio y Washington Beltrán, en el edificio de la primera radioemisora de la ciudad, Radio Juan Zorrilla de San Martín
El MUART es un espacio cultural creado para rescatar, preservar, investigar, exhibir y comunicar el patrimonio cultural y el Arte Moderno y contemporáneo del departamento, de la región y del país.
Sus objetivos son:
- Promover el acceso y la formación del público en general en el arte moderno y contemporáneo para que a través de instancias de participación sociocultural en las propuestas y actividades programadas, puedan conocer, consultar, valorar, y disfrutar sus distintas manifestaciones propiciando la comunicación social de las artes.

- Consolidar al museo como un centro cultural y comunicacional que, desde la perspectiva de una educación no formal y permanente, sea parte activa y transformadora de la vida cultural y formativa de la sociedad.

- Posicionar al museo como un ámbito de referencia dentro de un plan estratégico de desarrollo sostenible y turístico cultural.

## Historia
El 2 de setiembre de 1993 se sancionó en la Junta Departamental de Tacuarembó el anteproyecto de Decreto presentado por el Edil Dr. Carlos Arezo Posada.
Debido a este proyecto presentado, la Junta Departamental decreta la creación del Museo de Artes Plásticas, el cual se instalaría en un inmueble del Municipio de Tacuarembó, ubicado en la calle General Artigas N° 258/260.
El 11 de diciembre de 2007 el ejecutivo departamental plantea la necesidad de arrendamiento de un inmueble con destino a la instalación de un Museo de Artes Visuales en la ciudad. El intendente del momento el Prof. Wilson Ezquerra resuelve celebrar un contrato de arrendamiento de una finca, la elegida fue la ubicada en la calle 18 de Julio N° 302, padrón urbano N° 15.869, con una superficie de 148 m².
El museo es dependiente de la Intendencia Departamental de Tacuarembó.

## Colecciones
El museo expone pinturas, arte digital, esculturas y grabados de más de 100 artistas de Tacuarembó y el resto del país.
Entre las obras que se exhiben están aquellas que se exponen en forma temporal y las de exposición permanente. Estas últimas son expuestas en el segundo nivel del museo, en la sala denominada Gustavo Alamón. Esta sala exhibe obras de autores reconocidos a nivel nacional y mundial, entre los más destacados encontramos a Gustavo Alamón, Anhelo Hernández, Aurora Sánchez de Veiga, Gualberto Arregui, Héctor Sgarbi, Carlos Severo, Carmelo de Arzadum, Leonel Pérez Molinari, entre otros.

### Gustavo Alamón

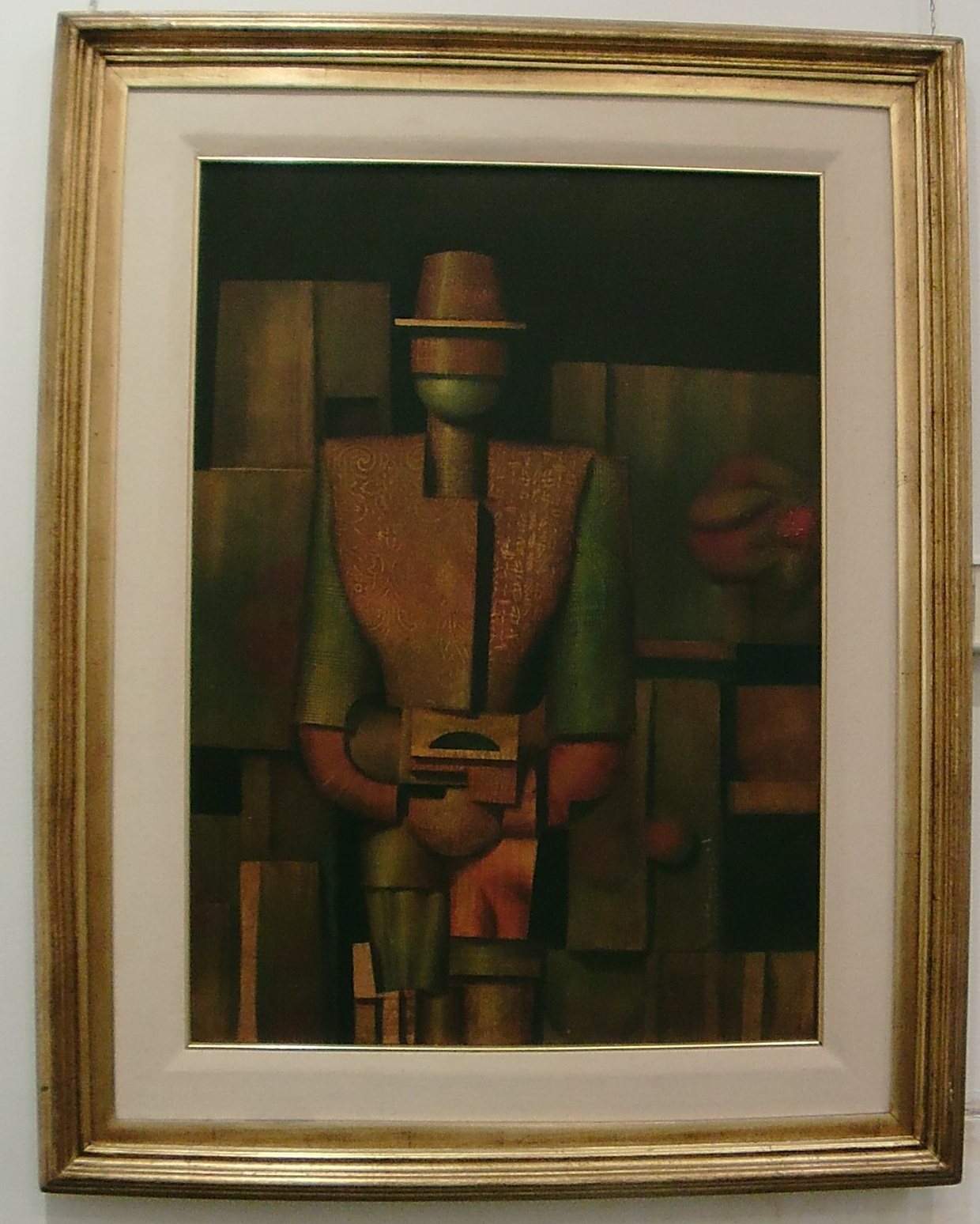
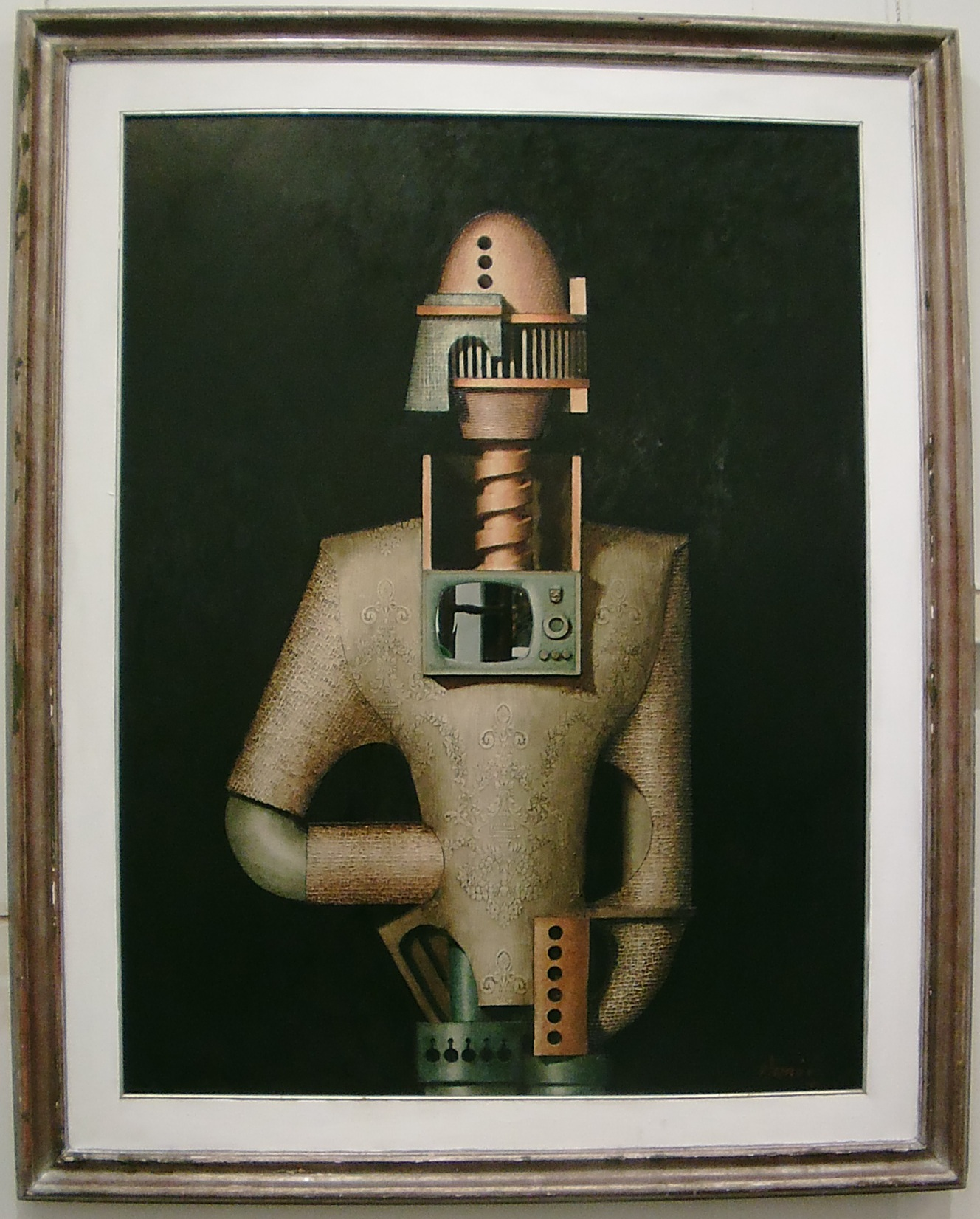
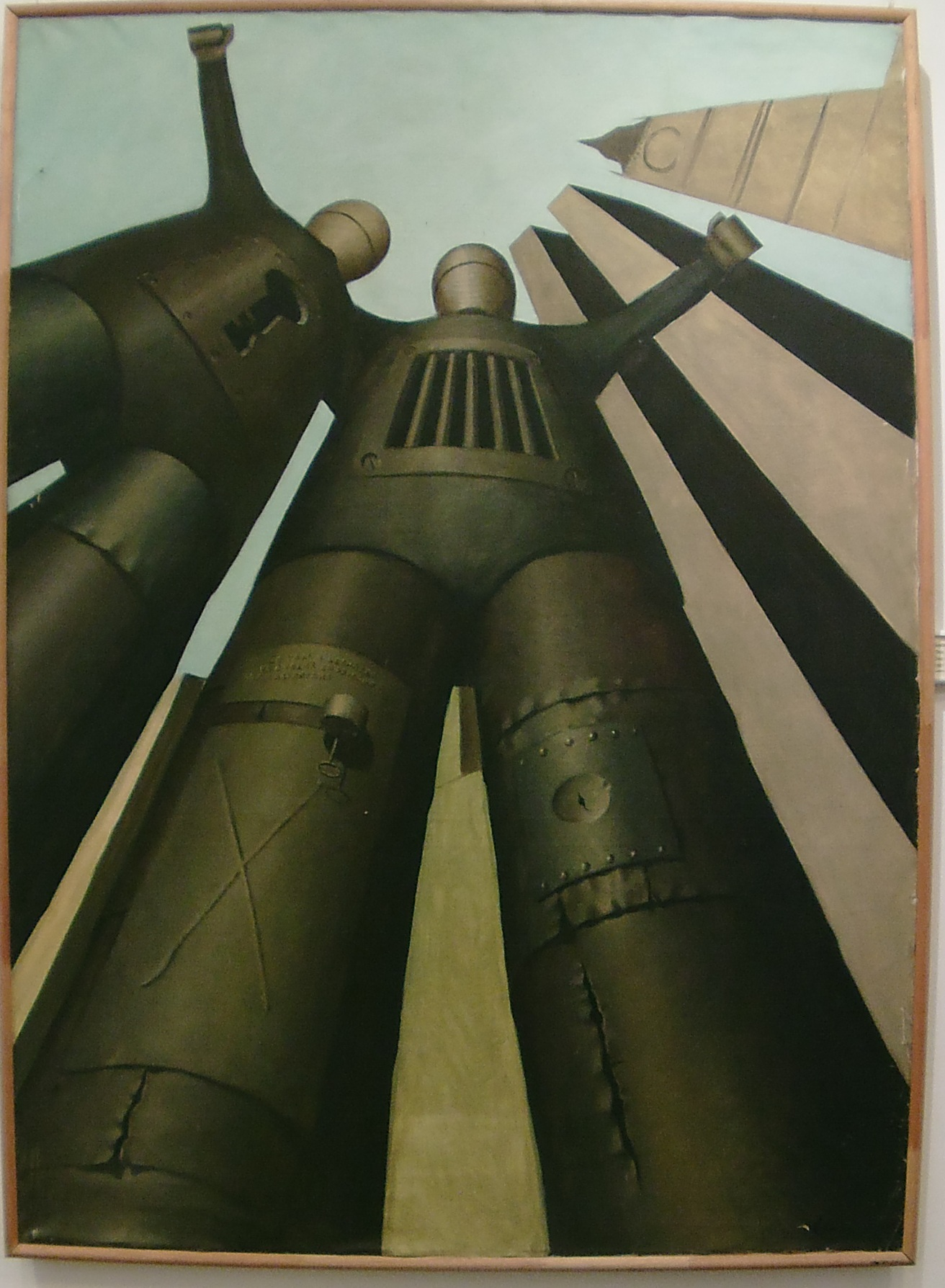
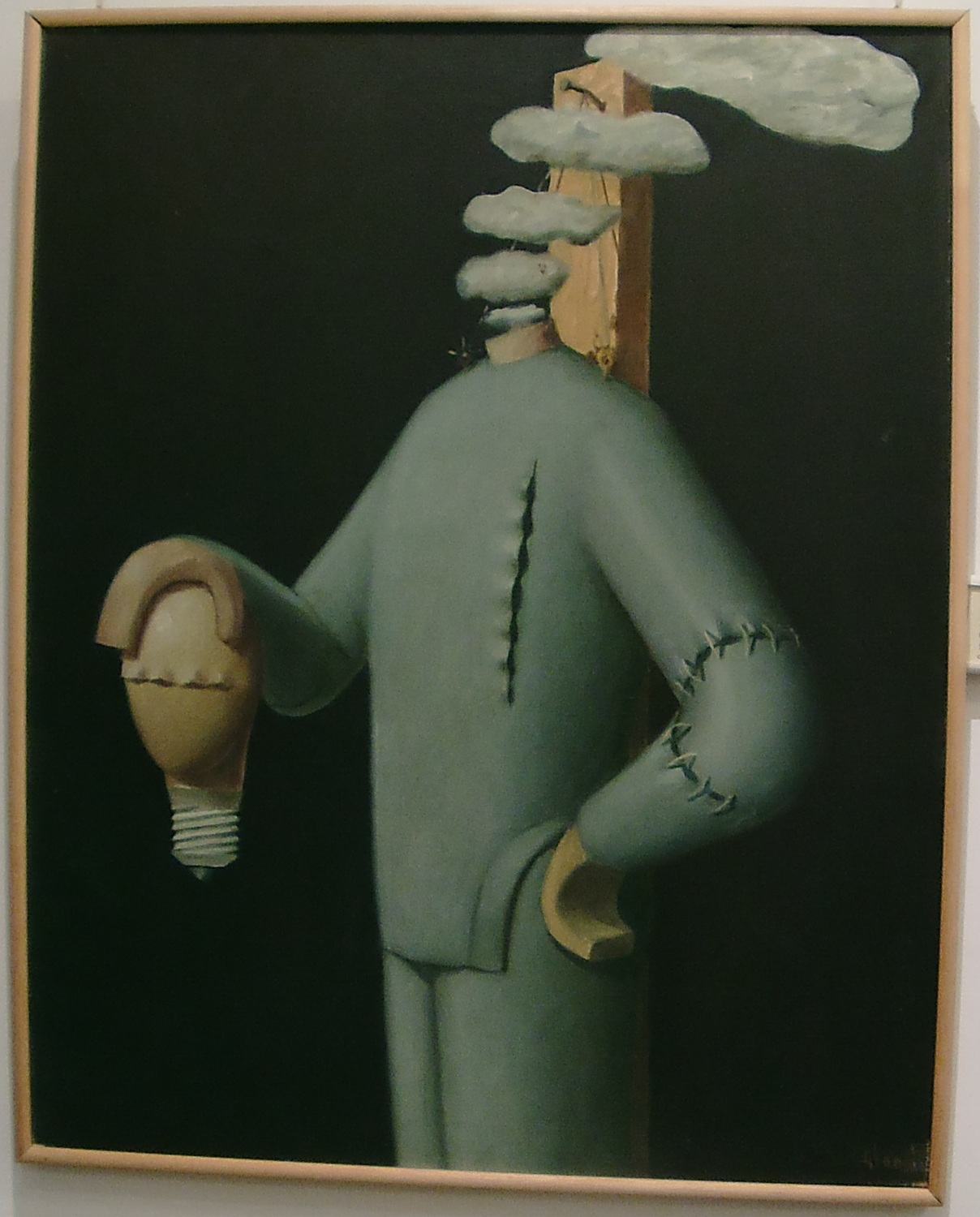
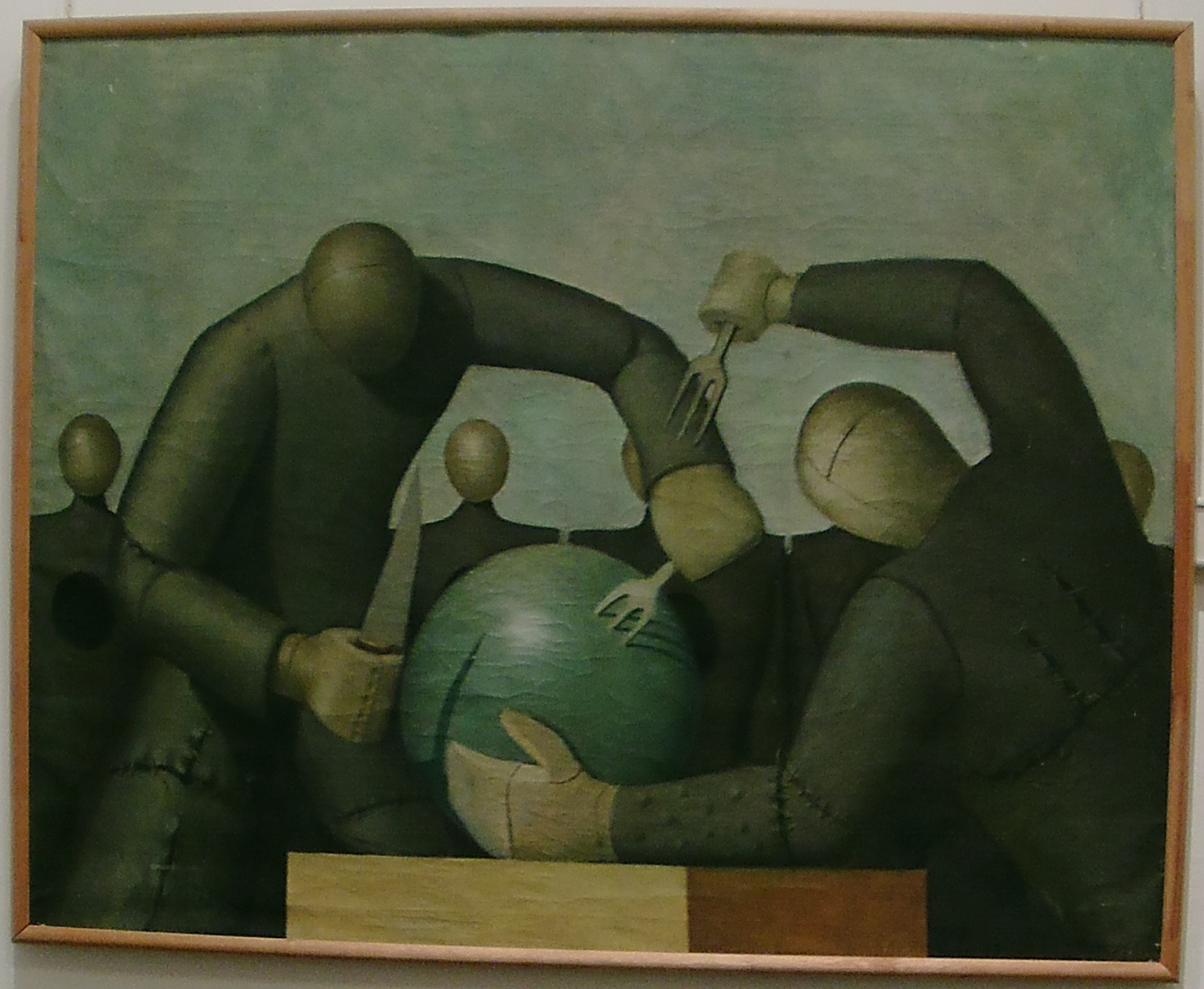
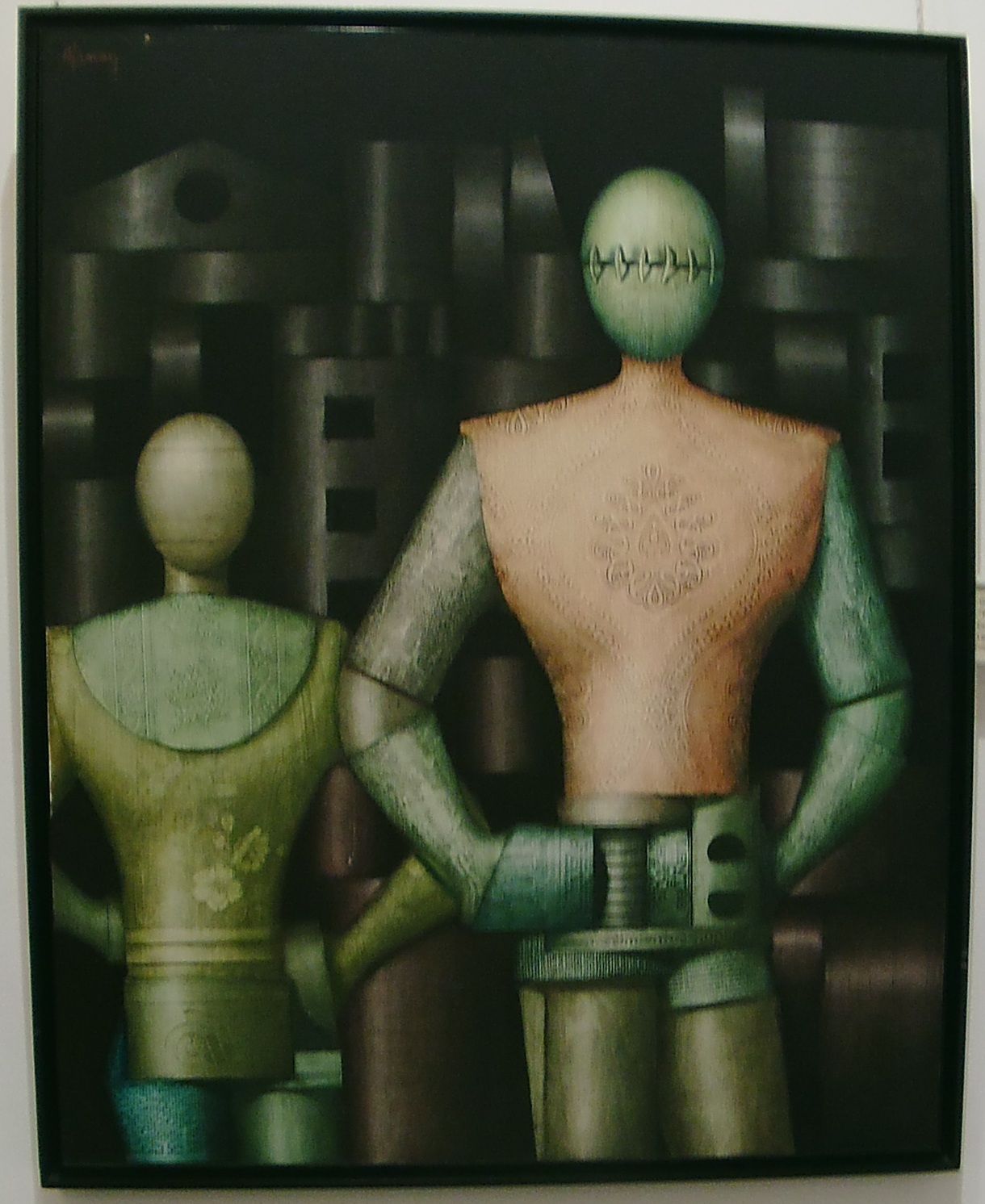
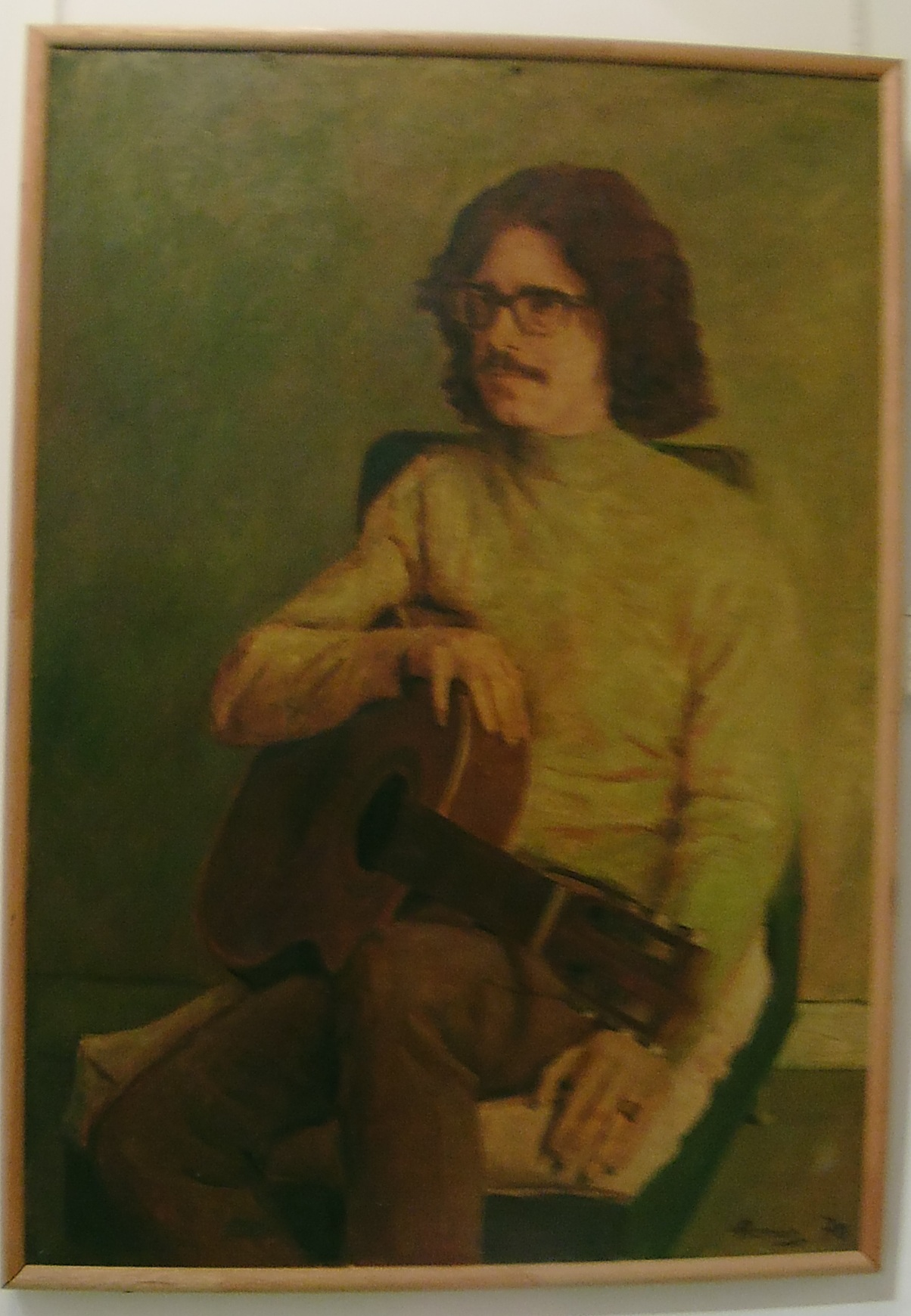

### Otros Artistas

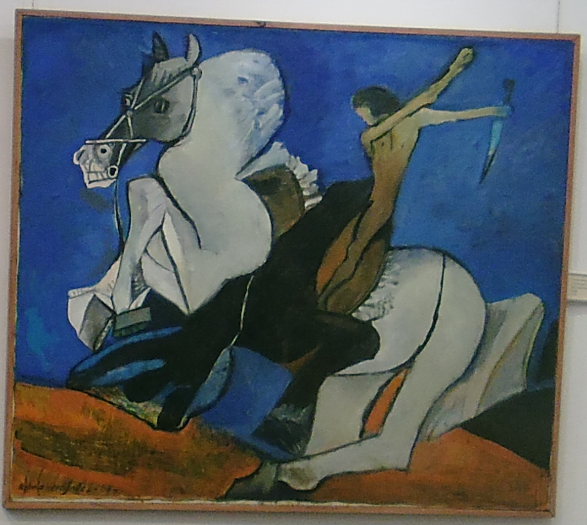
Anhelo Hernández
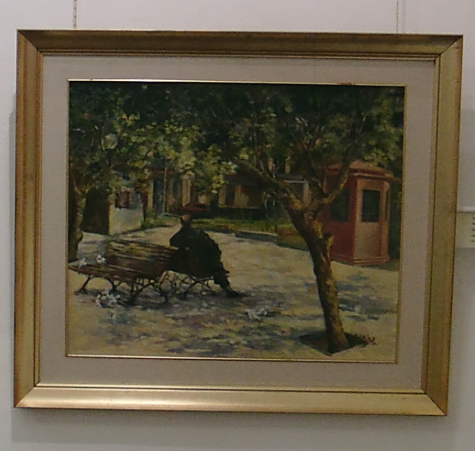
Aurora Sánchez de Veiga
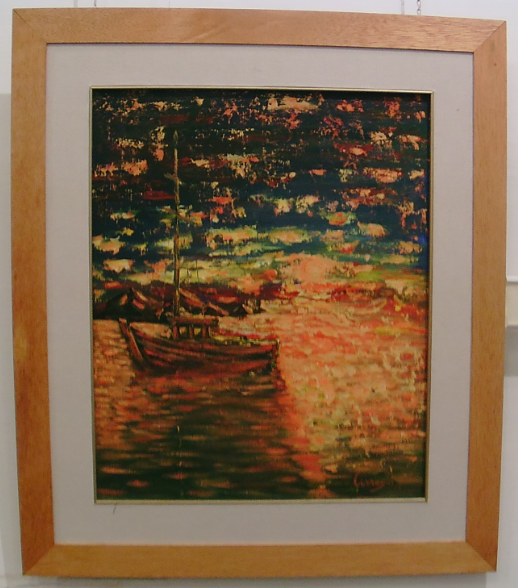
Gualberto Arregui
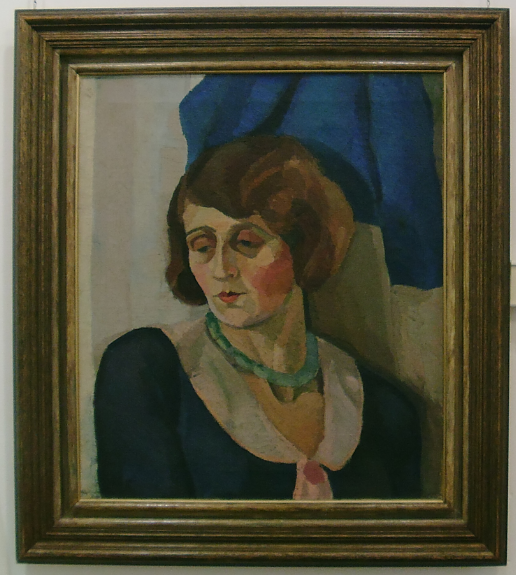
Héctor Sgarbi
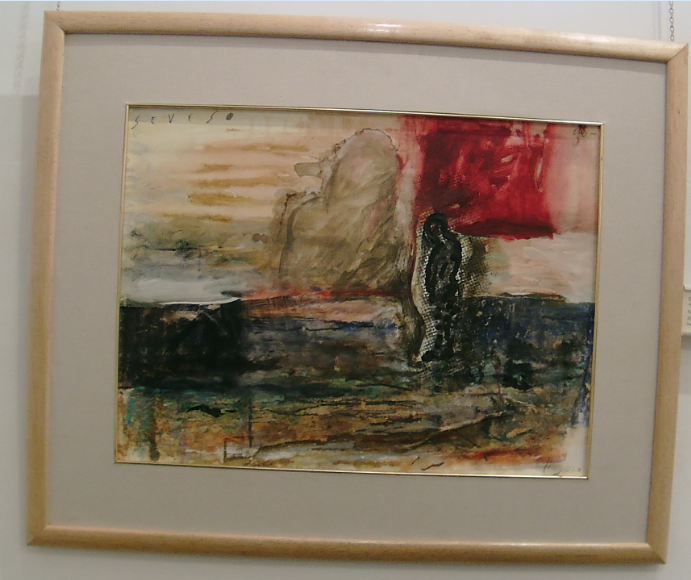
Carlos Severo
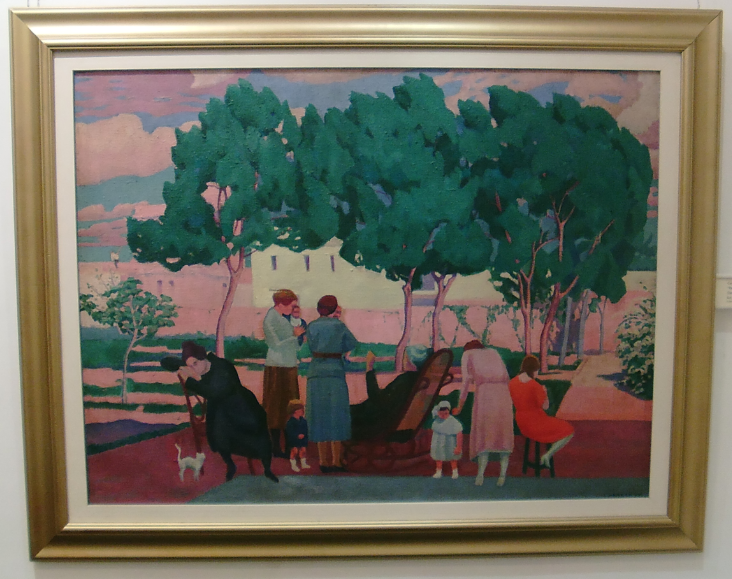
Carmelo de Arzadum
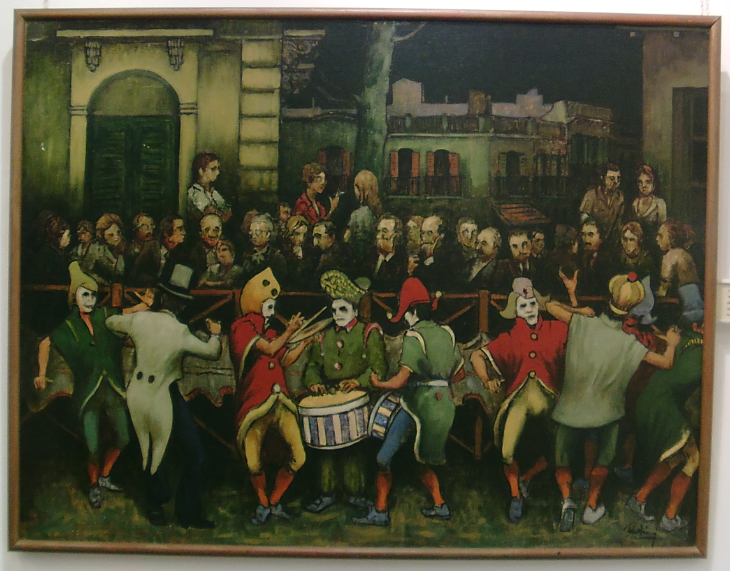
Leonel Pérez Molinari